# Sati Beg
Sati Beg (ur. ok. 1316, zm. 1345) – władczyni z dynastii Ilchanidów, panująca w latach 1338–1339.
Była przyrodnią siostrą Abu Sa’ida. Po wstąpieniu na tron brata w 1319 została żoną Czobana, głównodowodzącego armii. W wojnie domowej, która wybuchła po śmierci brata w 1335 roku stanęła początkowo po stronie Dżalajirydów. Została wyniesiona na tron z inspiracji Czobanidów. Jej krótkie panowanie trwało niecały rok (1338/1339). Jej następcą został Sulajman. 